# 1509 în literatură
- 1508 în literatură — 1509 în literatură — 1510 în literatură

Anul 1509 în literatură a implicat o serie de evenimente semnificative. 

## Eseuri
- Erasmus din Rotterdam - "Encomium moriae" sau "Laus Stultitiae" ("Elogiul nebuniei")

## Decese
Format:1509